# Timo Hildebrand
Timo Hildebrand és un exfutbolista professional alemany que jugava com a porter.

## Trajectòria

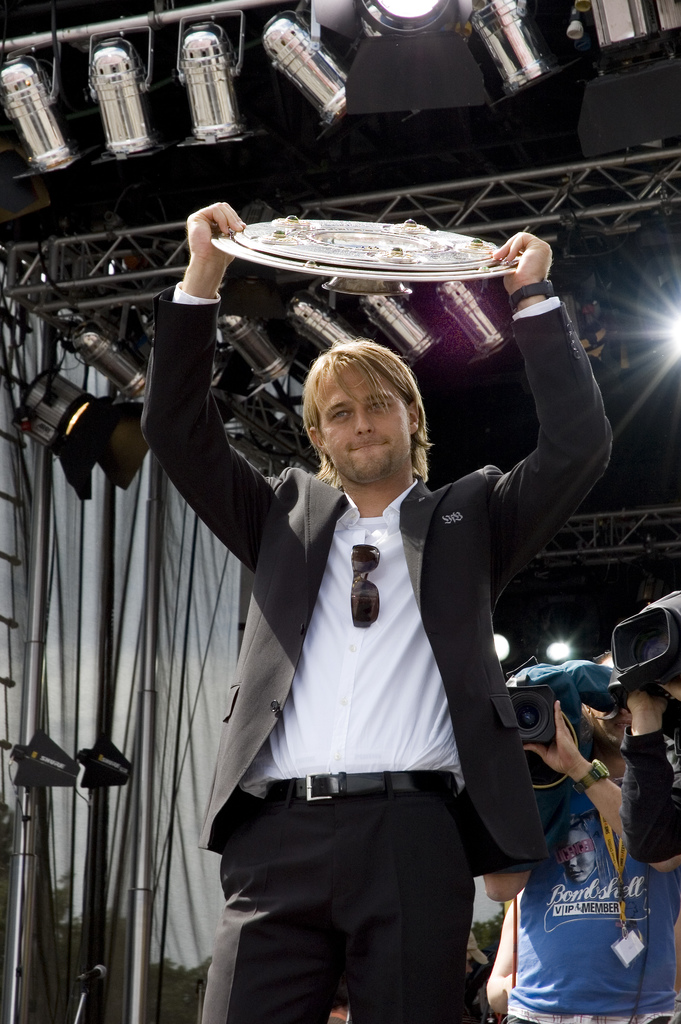
Timo Hildebrand amb el trofeu de campió (2007).

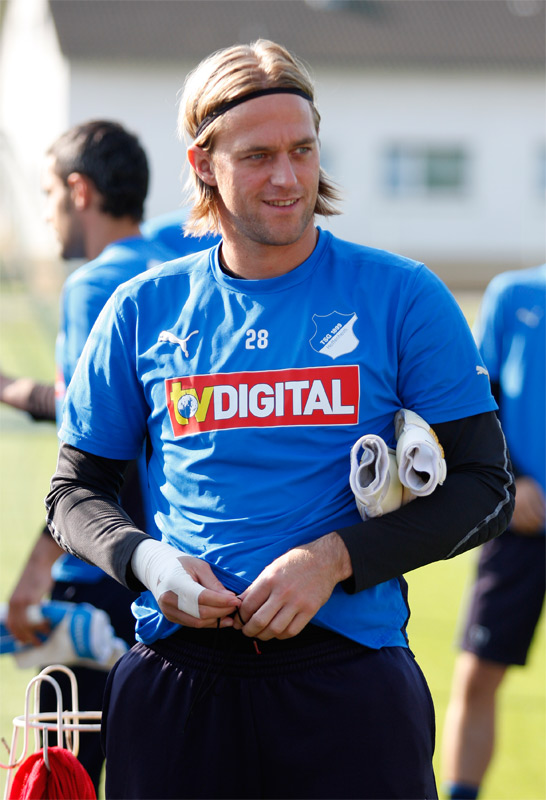
Timo Hildebrand al TSG 1899 Hoffenheim (2009).

Inicia la seva carrera futbolística l'any 1999 al VfB Stuttgart, equip en el qual va militar fins al juliol de 2007.
Timo Hildebrand és el porter de la Bundesliga que més minuts ha estat imbatut, estigué 884 minuts sense rebre un gol, aquest fet va ser crucial perquè el seu equip guanyara el títol de la Lliga alemanya. Superant a Kahn, que acumulava 805 minuts imbatut. No sols per això, Hildebrand va participar en la copa mundial 2006 com a tercer porter de l'equip alemany, encara que fou l'únic jugador del seu equip que no va jugar cap partit.
En estiu de 2007 fitxa pel València CF, de la mà d'Amedeo Carboni aleshores director esportiu de l'entitat valencianista.
Debuta en el València un 29 d'agost en la ronda de classificació per a la Champions League davant el IF Elfsborg, va jugar els noranta minuts.
Amb Quique Sánchez Flores en la banqueta va alternar la titularitat amb el veterà Santiago Cañizares. Després de la destitució de Quique, el nou entrenador Ronald Koeman va apartar de l'equip a Cañizares, amb el qual Hildebrand va esdevenir titular indiscutible. Combina algunes fallades amb grans actuacions però la seua consagració arriba en el Camp Nou en un partit de Copa davant el FC Barcelona on realitza 14 aturades.
Va ser titular en la final de la Copa del Rei que el València CF va conquistar davant el Getafe CF. Però amb el cessament de Ronald Koeman, tot just una setmana després, va arribar a la banqueta Voro, qui va dipositar novament la seva confiança en Cañizares per a disputar el tram final de la lliga. En total, en la temporada 2007/2008, va disputar vint-i-nou partits de Lliga, vuit de Copa del Rei i tres de Lliga de Campions i va encaixar 39 gols, convertint-se en un dels porters més golejats de la lliga. Els seus pitjors dies els ha viscut enfront del Reial Madrid en el qual va rebre 5 gols i contra el FC Barcelona que va rebre 6.
Amb la retirada de Cañizares i l'arribada del tècnic Unai Emery, va començar la temporada 2008/09 disputant la Supercopa d'Espanya com a titular, on va encaixar sis gols en dos partits. Després d'això, Emery va decidir retirar-li la titularitat en favor del nou fitxatge Renan Brito, argumentant-ho com una "decisió tècnica". A partir d'açò la seua exclusió de les convocatòries va esdevenir habitual, quedant fins i tot relegat a tercer porter en benefici del jove del filial Vicente Guaita, aquesta situació li va dur a afirmar "jo no pinte res en el València". Poc després d'aquestes declaracions, el 4 de desembre de 2008, va arribar a un acord per a desvincular-se del club valencià, malgrat que el seu contracte tenia vigència fins a juny de 2010.
El 10 de desembre de 2008 va ser presentat com nou jugador del TSG 1899 Hoffenheim fins a juny de 2010.

## Participacions en Copes del Món
| Mundial                        | Sede     | Resultat    |
| ------------------------------ | -------- | ----------- |
| Copa Mundial de Futbol de 2006 | Alemanya | Tercer lloc |

## Clubs
| Club            | País          | Any       |
| --------------- | ------------- | --------- |
| VfB Stuttgart   | Alemanya      | 1999-2007 |
| València CF     | País Valencià | 2007-2009 |
| 1899 Hoffenheim | Alemanya      | 2009-     |

## Palmarès
| Títol         | Club          | País          | Any  |
| ------------- | ------------- | ------------- | ---- |
| 1. Bundesliga | VfB Stuttgart | Alemanya      | 2007 |
| Copa del Rei  | València CF   | País Valencià | 2008 |